# Honky Château
Honky Château és el cinquè àlbum d'Elton John, editat per DJM el 1972. John va gravar l'LP al castell francès d'Hérouville, prop de París. El violinista francès Jean-Luc Ponty participà en dues cançons "Mellow" i "Amy", sent els únics detalls orquestrats del disc. Aquest àlbum es convertí en el primer n.1 d'Elton John en les llistes de Billboard, aconseguint el lloc n.2 en el Regne Unit, mentre que al Canadà va arribar a la tercera posició de les llistes d'aquest país (RPM 100 Top Albums Chart).

## Música
Aquest àlbum va ser el primer de la sèrie d’àlbums de John a esquitxar la part alta de les llistes d'èxits. L'escriptor Stephen Thomas Erlewine va descriure l'àlbum com una col·lecció eclèctica de "balades, rockers, blues, country-rock i cançons soul."
També va ser el primer àlbum que va comptar amb la banda de John de Dee Murray al baix i Nigel Olsson a la bateria, juntament amb el nou membre Davey Johnstone a les guitarres elèctriques i acústiques i altres instruments amb trastes, com a grup bàsic de músics per a directes. Anteriorment, el segell discogràfic havia insistit que John els fes servir només per a una pista a cadascun dels àlbums Tumbleweed Connection i Madman Across the Water; la resta de cançons d'aquests dos àlbums van ser interpretades per músics de sessió. Johnstone havia tocat guitarra acústica, mandolina i cítara a Madman Across the Water, però a Honky Chateau seria convidat a unir-se definitivament com a membre de la banda completa i va ampliar les seves contribucions a guitarra elèctrica, banjo, guitarra corredissa i cors.
El tema inicial "Honky Cat" és un tema de funk de Nova Orleans que recorda al Dr. John i Allen Toussaint i compta amb una secció de trompa de quatre peces organitzada pel productor Gus Dudgeon. També cal destacar el debut en el registre de la combinació vocal de Johnstone, Murray i Olsson, que aviat es convertiria en la seva "marca comercial" en quant a so. Fou a la peça "Rocket Man". L'enfocament únic del trio per arranjar les seves pistes vocals secundàries seria un element fix en els àlbums i senzills de John durant els propers anys.
El 1995, Dudgeon va remasteritzar l'àlbum, afegint només una versió accelerada, rock and roll de "Slave" que es va deixar de banda a favor de la versió més vaporosa i lacònica que va formar l'equip original de l'LP. Aquesta versió alternativa s'havia de llançar originalment com a cara B al senzill "Hercules" inèdit.

## Rebuda

### Avaluació de la crítica
Per a la crítica, Honky Château és considerat com un dels millors discos de John. Jon Landau, de Rolling Stone, va aprovar l'LP original com "un àlbum ric, càlid i satisfactori, que supera els refregits de les versions actuals". Altres ressenyes van ser també positives.
En una revisió retrospectiva, Stephen Thomas Erlewine d'Allmusic ha escrit que "sona com el conjunt de cançons més concentrat i aconseguit que Elton John i Bernie Taupin han escrit mai"

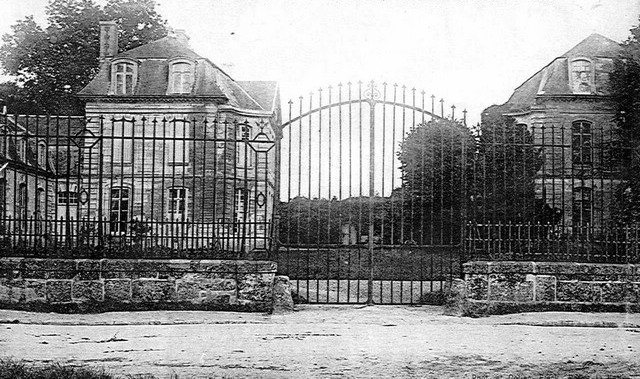
Castell d'Hérouville, S.XVIII. Durant els anys 1970 fou residència-estudi de gravació d'artistes musicals.

## Llistat de cançons
Cara A
1. "Honky Cat" – 5:13
2. "Mellow" – 5:32
3. "I Think I'm Going to Kill Myself" – 3:35
4. "Susie (Dramas)" – 3:25
5. "Rocket Man (I Think It´s Going to Be a Long, Long Time)" – 4:45

Cara B
1. "Salvation" – 4:01
2. "Slave" – 4:22
3. "Amy" – 4:03
4. "Mona Lisas and Mad Hatters" – 5:00
5. "Hercules" – 5:20

## Personal
Els números de cançó corresponen a l'ordre en el CD i enregistraments digitals de l'àlbum.
- Elton John – veus, piano acústic (1–6, 8–10), Fender Rhodes (1), orgue Hammond (2, 4), harmònium (6)
- David Hentschel – sintetitzador ARP (5, 10) (acreditat com "David Henschel" a la portada)
- Davey Johnstone – banjo (1, 7); guitarres acústiques i slide (2–10); veus secundàries (3, 5, 6, 8, 10), guitarra steel (7), mandolina (9)
- Dee Murray – guitarra baixa, veus secundàries (3, 5, 6, 8, 10)
- Nigel Olsson – bateria (1–8, 10), tambourine (2, 4), veus secundàries (3, 5, 6, 8, 10), congues (7)
- Ray Cooper – congues (8)
- Jean-Louis Chautemps – saxòfon (1)
- Alain Hatot – saxòfon (1)
- Jacques Bolognesi – trombó (1)
- Ivan Jullien – trompeta (1)
- Jean-Luc Ponty – violí elèctric (2, 8)
- "Legs" Larry Smith – tap dance (3)
- Gus Dudgeon – arranjaments de corda (1), cors addicionals (10), whistle (10)
- Madeline Bell – veus secundàries (6)
- Tony Hazzard – veus secundàries (6), cors addicionals (10)
- Liza Strike – veus secundàries (6)
- Larry Steel – veus secundàries (6)